# Mała Turnia (Dolina Będkowska)
Mała Turnia – turnia na Wyżynie Krakowsko-Częstochowskiej. Znajduje się w górnej części lewych zboczy Doliny Będkowskiej, administracyjnie w granicach wsi Bębło w województwie małopolskim, w powiecie krakowskim, w gminie Wielka Wieś.
Zbudowana z wapienia Mała Turnia znajduje się w lesie. Z dna Doliny Będkowskiej ponad koronami drzew widoczny jest jej wierzchołek około 200 m poniżej Łabajowej. Jest najbardziej na wschód wysuniętą skałą w grupie kilku skał przez wspinaczy skalnych opisywanych jako Grupa Wielkiej Turni. Ma wysokość 12 m, ściany połogie i pionowe. Jest na nich 9 dróg wspinaczkowych o trudności V – VI.4+ w skali trudności Kurtyki. Wszystkie posiadają asekuracje – ringi (r) i stanowiska zjazdowe (st). Przy turni zamontowano tablicę ze skałoplanami.

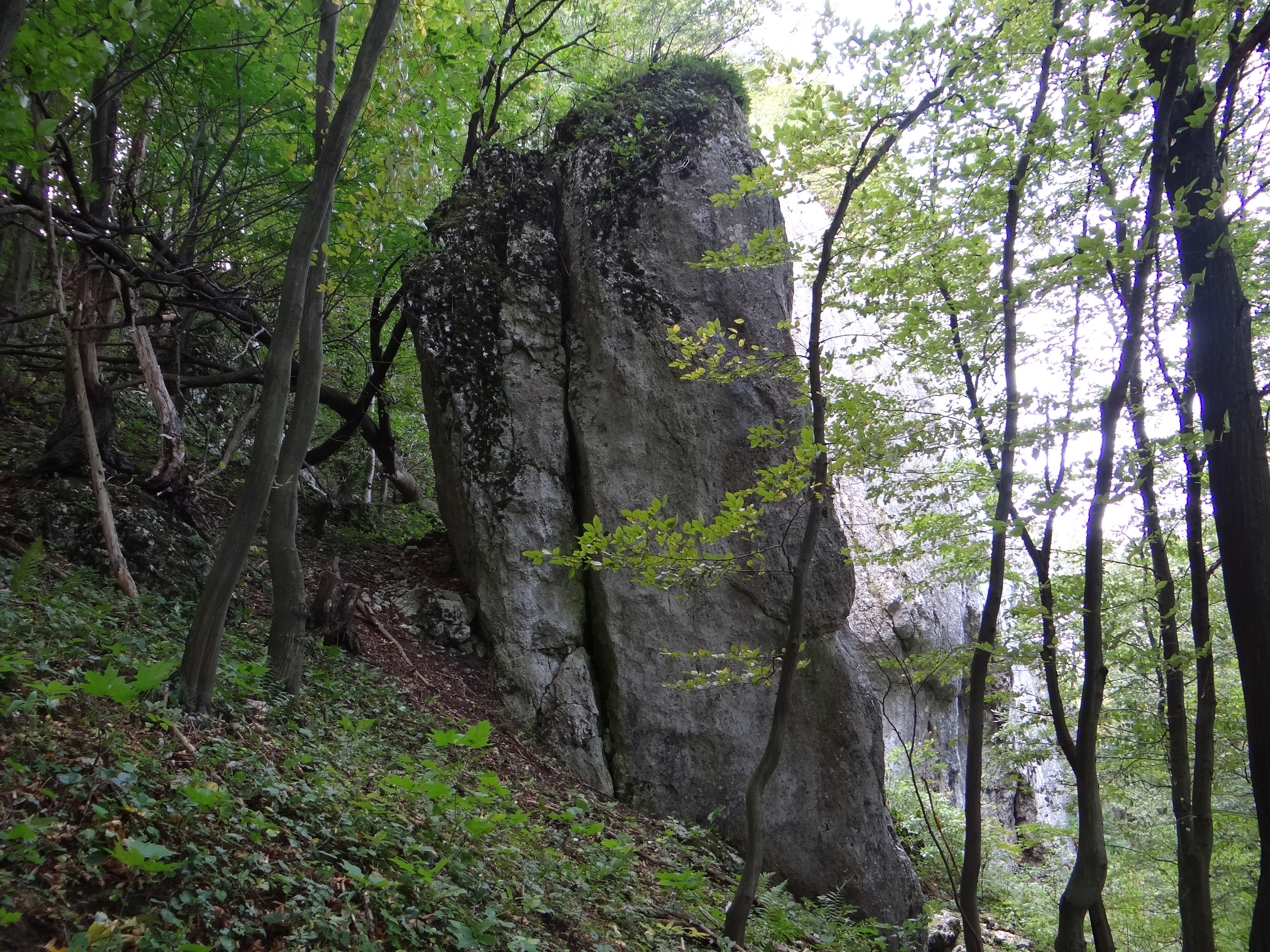
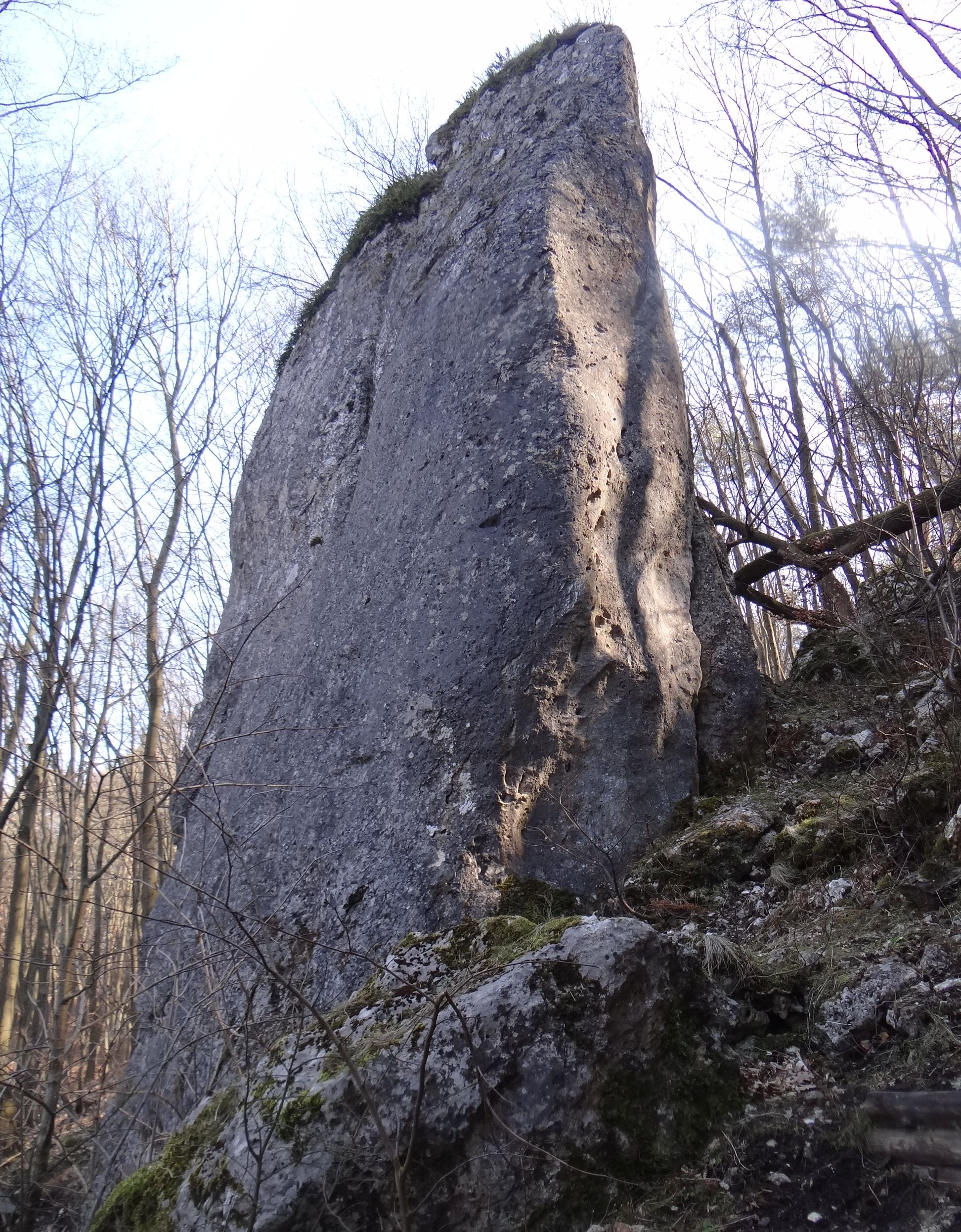
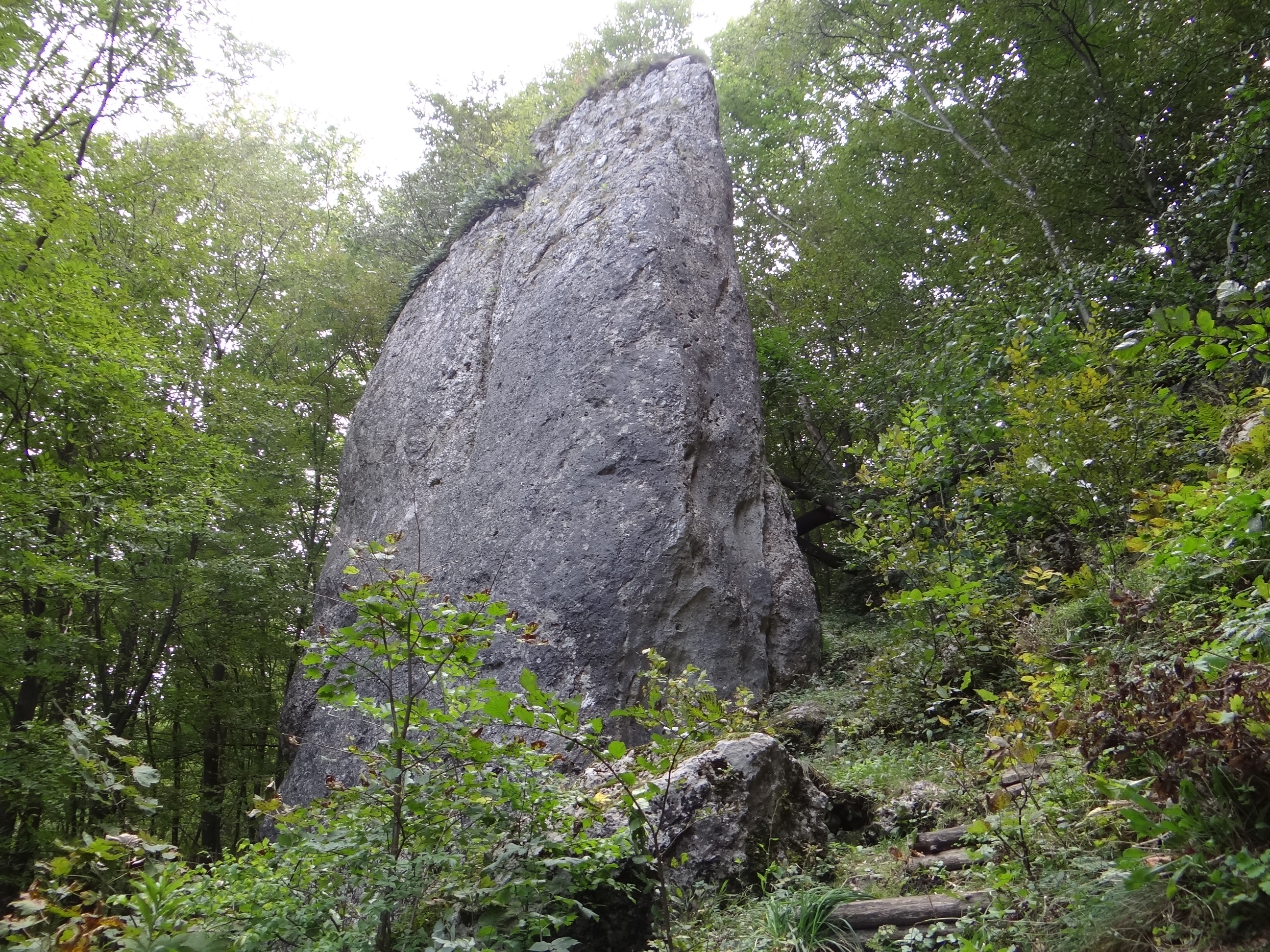
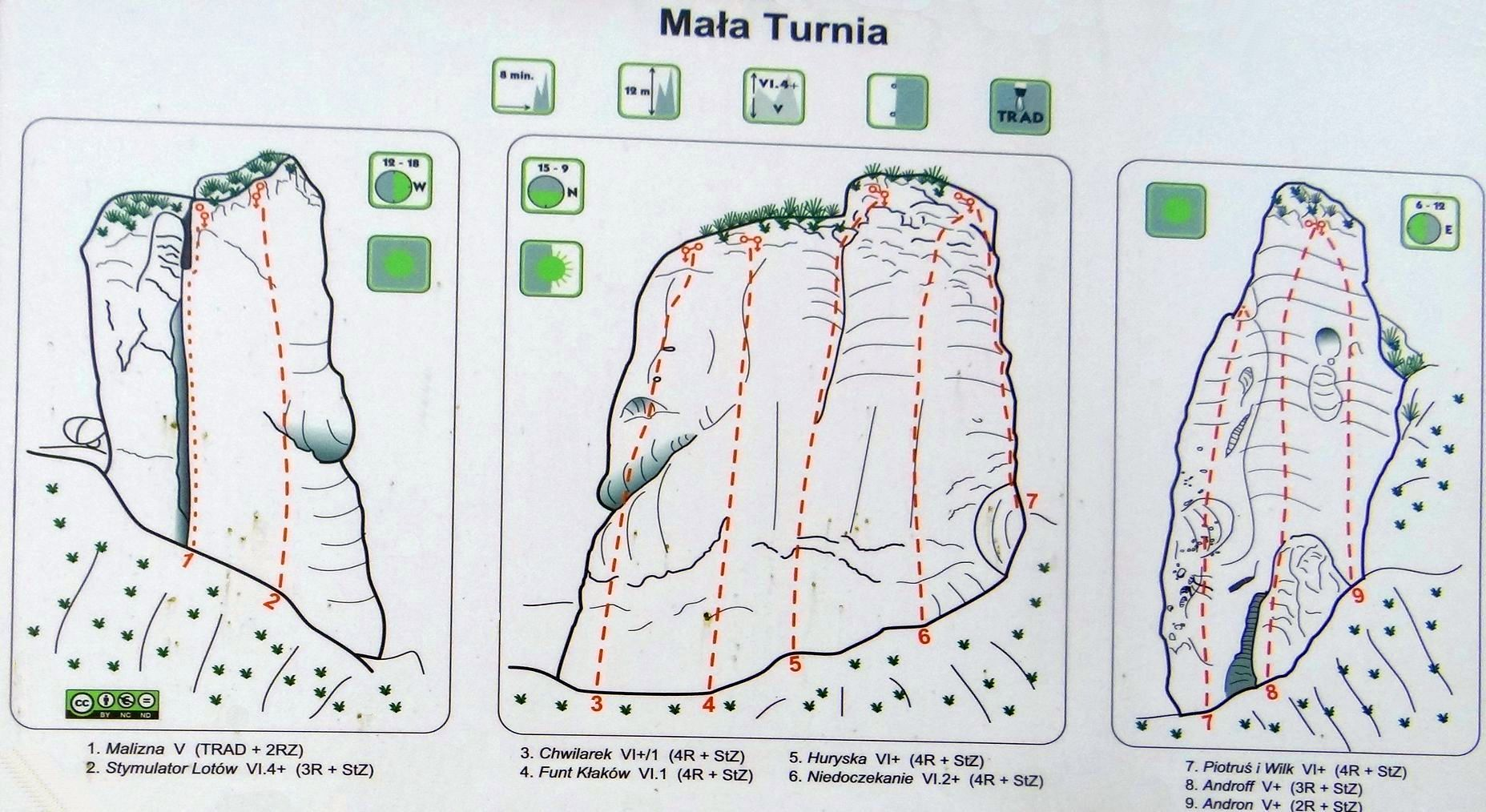
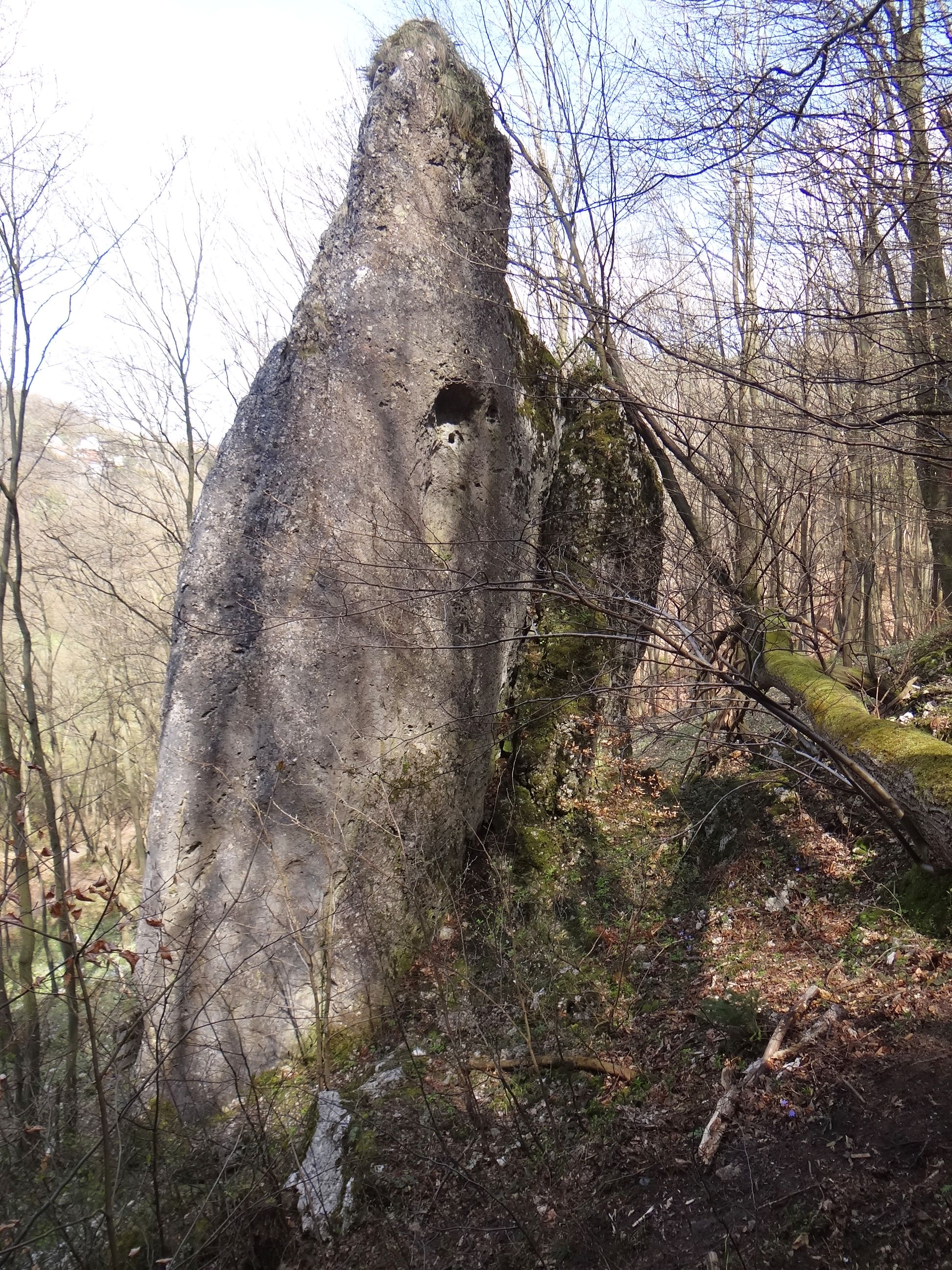